# 雁翅镇
雁翅镇，是中华人民共和国北京市门头沟区下辖的一个乡镇级行政单位。

## 行政区划

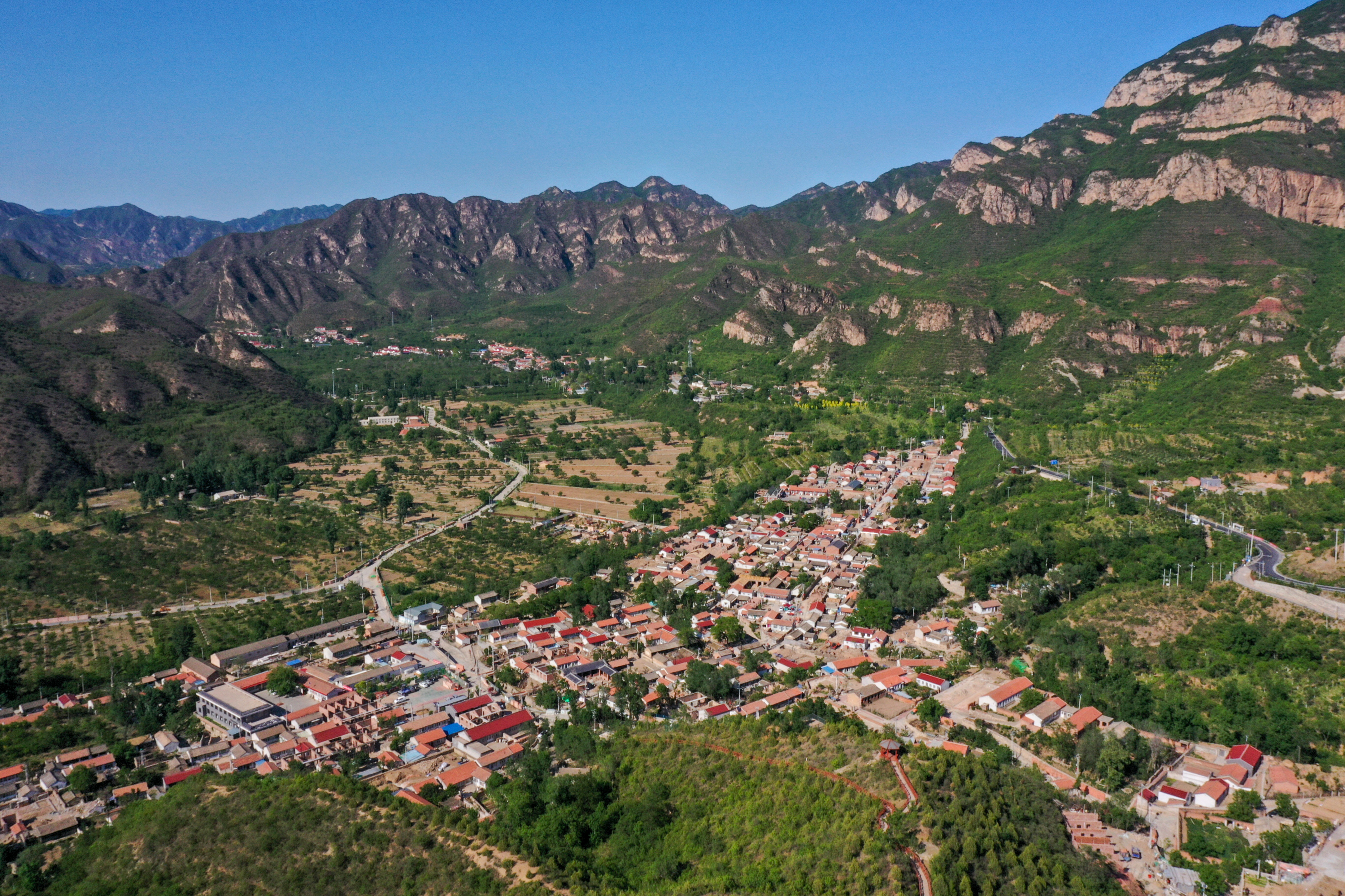
G234国道旁的大村

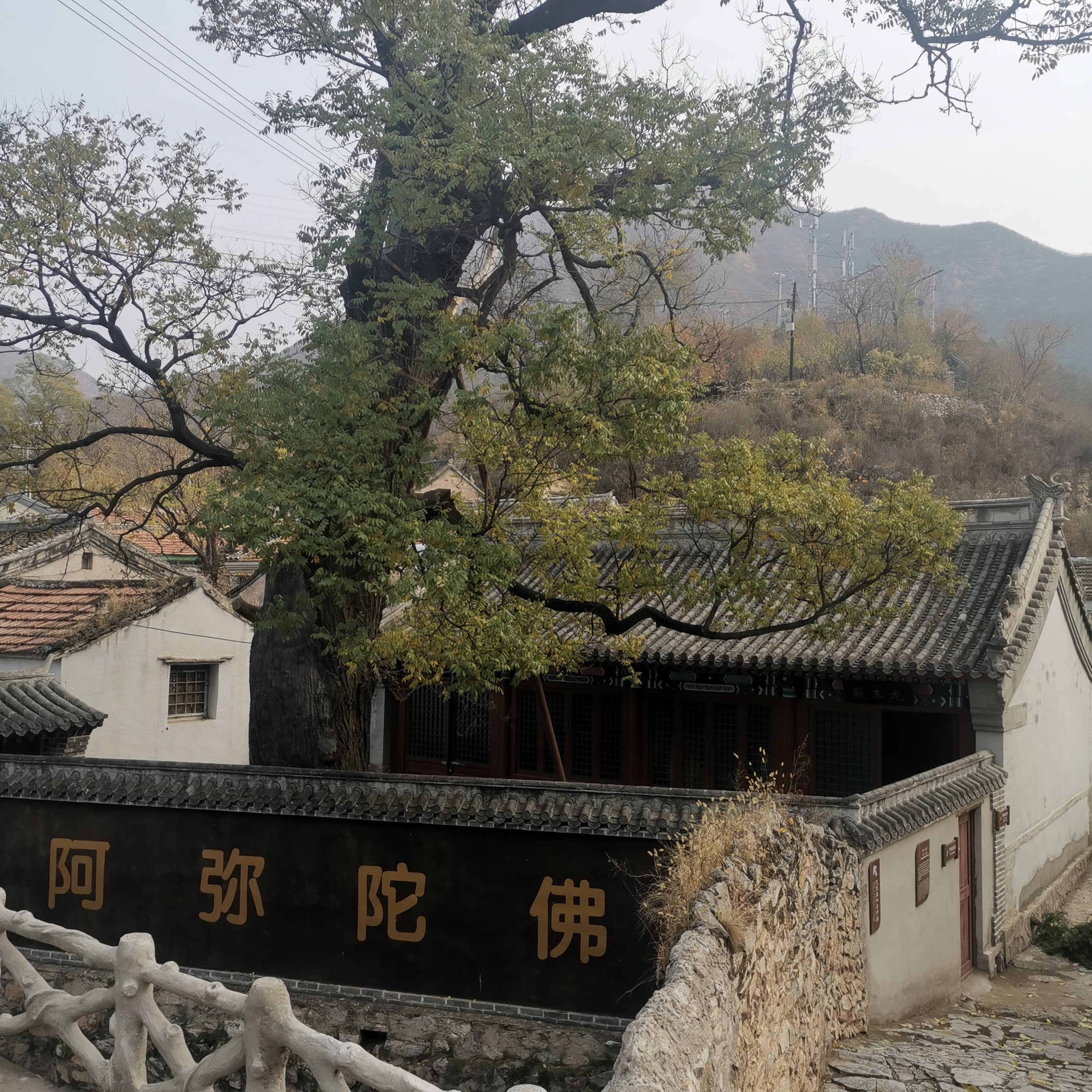
苇子水村

雁翅镇下辖以下地区：
雁翅社区、河南台村、雁翅村、芹峪村、下马岭村、饮马鞍村、太子墓村、付家台村、青白口村、珠窝村、碣石村、黄土贵村、泗家水村、淤白村、高台村、松树村、田庄村、苇子水村、大村、房良村、杨村、马套村、山神庙村和跃进村。

## 中国传统村落
- 2012年12月，苇子水村被评为第一批中国传统村落。
- 2014年11月，村被评为第三批中国传统村落。